# محمد نور الدين أفاية
محمد نور الدين أفايــة (مواليد 1956 بمدينة سلا)، هو مفكر مغربي، يشتغل أستاذا للفلسفة المعاصرة والجماليات بكلية الآداب والعلوم الإنسانية بالرباط، وهو عضو سابق بالمجلس الأعلى للاتصال السمعي البصري، وحاليا خبير باللجنة الثقافية بالمجلس الاقتصادي والاجتماعي والبيئي.
و تم تعيين محمد نور الدين أفاية مديرا للمعهد الأكاديمي للفنون في ماي 2022، و يذكر أن المعهد الأكاديمي للفنون أحدث في إطار أكاديمية المملكة المغربية.
كما  تم  تعيينه ضمن  لائحة الأعضاء المقيمين في  أكاديمية المملكة المغربية، التي تعتبر “أعلى هيئة فكرية” بالمملكة المغربية

## الجوائز
فاز بجائزة أهم كتاب عربي لدورة 2015 التي تمنحها مؤسسة الفكر العربي ببيروت، وذلك عن كتابه «في النقد الفلسفي المعاصر، مصادره الغربية وتجلياته العربية».

## من أعماله
له مقالات فلسفية وسياسية بمجموعة من الصحف والمجلات الوطنية: الاتحاد الاشتراكي، العلم، أنوال، الحياة، دراسات عربية، الفكر العربي، الكرمل...
ألف أفاية كتبا عديدة في مجالات السينما والفلسفة والفكر السياسي، منها:
- الهوية والاختلاف: في المرأة، الكتابة والهامش
- الخطاب السينمائي بين الكتابة والتأويل
- الحداثة والتواصل في الفلسفة النقدية المعاصرة: نموذج

هابرماس
- الثقافة والتحولات الاجتماعية
- البقاء.. للإصـلاح، عن العمل السياسي في زمن العولمة.
- أسئلة النهضة بالمغرب (2000)
- L'interculturel au Maroc (en collaboration)
- - L ‘Occident dans l’imaginaire arabo

musulman
ومن بين آخر مؤلفاته: «الديمقراطية المنقوصة، ممكنات الخروج من التسلطية وعوائقه» (2013)، و «في النقد الفلسفي المعاصر، مصادره الغربية وتجلياته العربية» (2014)، وفي سنة 2015 أصدر كتابا بالفرنسية بعنوان «التواصل الخلافي، في الهوية، الديمقراطية والإبداع».